# Castrovalva (Escher)
Castrovalva è una stampa litografica dell'artista olandese Maurits Cornelis Escher, stampata per la prima volta nel febbraio 1930. Come molte delle prime opere di Escher, raffigura un luogo visitato dall'artista durante un viaggio in Italia.

## Descrizione
Raffigura il villaggio abruzzese di Castrovalva, che si trova in cima a un ripido pendio. La prospettiva è verso nord-ovest, dallo stretto sentiero a sinistra che, nel punto da cui si vede questo panorama, fa un tornante a destra, scendendo a valle. In primo piano a lato del sentiero ci sono diverse piante fiorite, erbe, felci, un coleottero e una lumaca. Sullo sfondo vi è una vallata con dei campi coltivati e altri due paesi, il più vicino dei quali è Anversa degli Abruzzi, con Casale in lontananza.

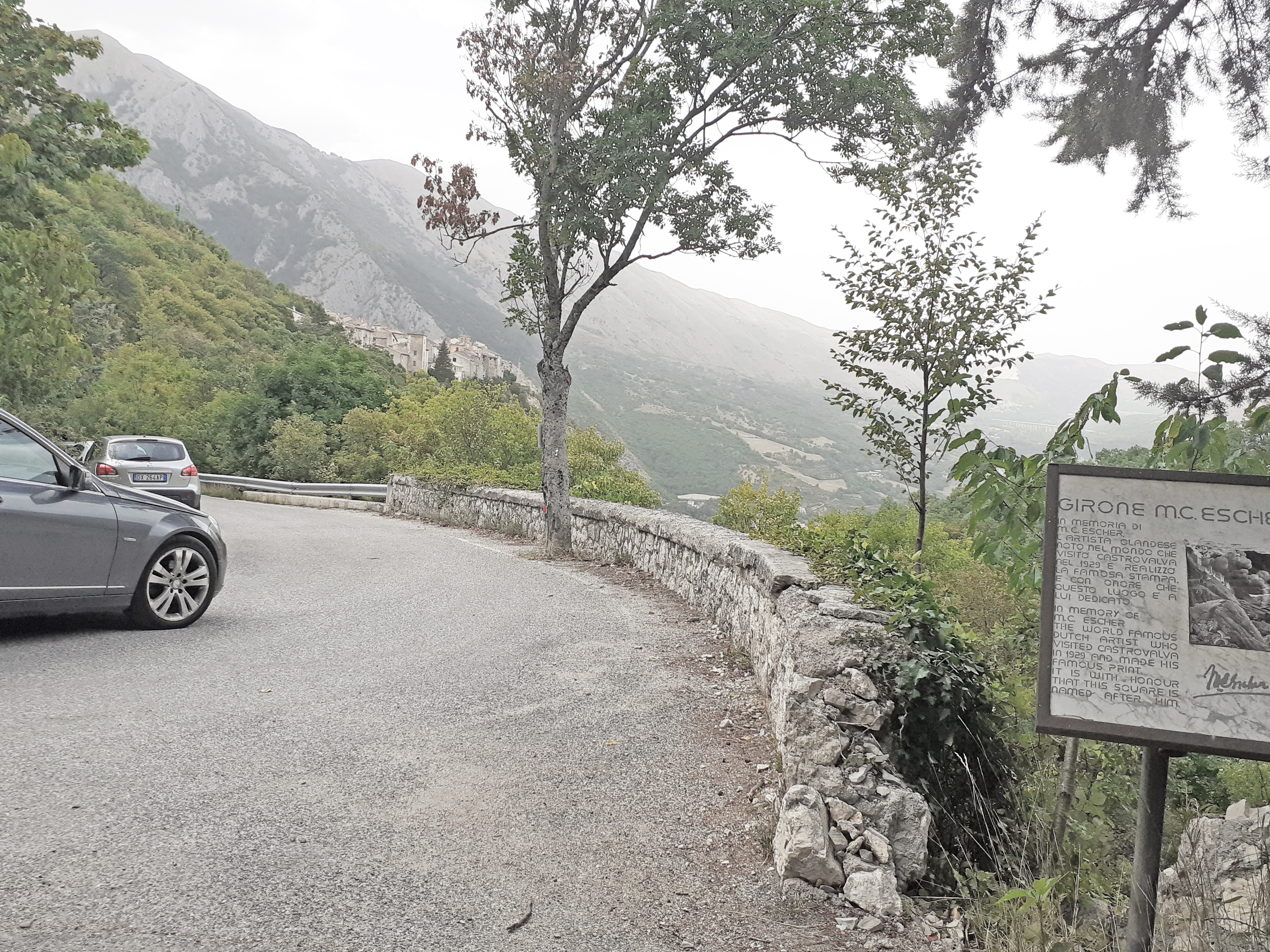
Veduta di Castrovalva dal tornante in cui Maurits Cornelis Escher realizzò la litografia

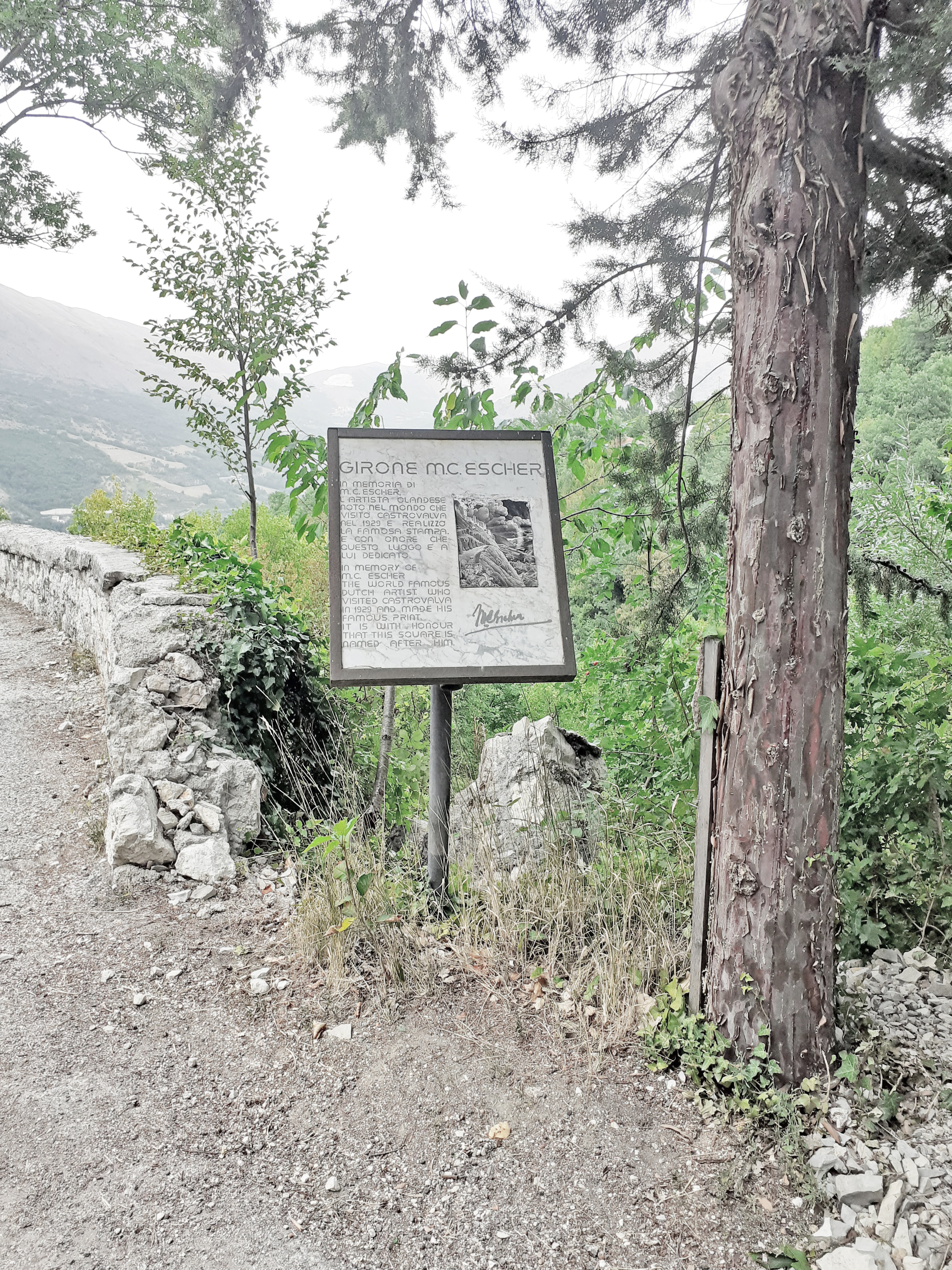
Targa dedicata a Maurits Cornelis Escher sita nei pressi del tornante in cui l'artista olandese realizzò la litografia

Il cielo presenta alcune nuvole.
La firma dell'artista olandese è nell'angolo in alto a destra.

## Storia
Il comune di Anversa degli Abruzzi ha deciso di dedicare ad Escher l'ultimo tornante prima di arrivare a Castrovalva, proprio il tornante cui l'artista olandese si fermò per realizzare questa litografia.
Nel 1986 la litografia venne donata alla National Gallery of Canada ove si trova da allora.

## Nella cultura popolare
- Nel 1982 il nome "Castrovalva" è stato utilizzato in una storia della serie televisiva della BBC Doctor Who. La trama si basava anche molto sulla ricorsione, un tema preferito nelle opere successive e più famose di Escher, e utilizzava idee prese da Belvedere, Ascendente e discendente e Relatività per intrappolare i protagonisti nella città di Castrovalva[5].
- Il fumetto Kingdom of the Wicked è ambientato in un mondo immaginario chiamato Castrovalva[6].